# Annette Peacock

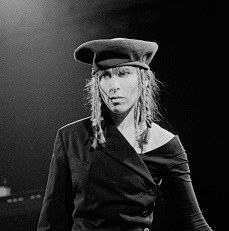
Annette Peacock (2014)

Annette Peacock, geb. Coleman (* 8. Januar 1941 in Brooklyn, New York City), ist eine US-amerikanische Musikerin (Sängerin, Keyboarderin und Komponistin), die als Pionierin des Synthie-Pop und von live gespielter elektronischer Musik gilt.

## Leben und Wirken
Peacock spielte schon als Kind Klavier, hatte aber nie Instrumental- oder Kompositionsunterricht. Kurz vor der Vertragsunterzeichnung als Schauspielerin in den Studios von United Artists 1960 entzog sie sich, um den Jazzbassisten Gary Peacock zu heiraten. 1964 riet sie Gary Peacock, der bei Miles Davis kurz Ron Carter vertrat, lieber mit Außenseitern wie Albert Ayler und Don Cherry zu spielen, und begleitete 1965 Aylers Band auf Europatournee. Im selben Jahr engagierte sie sich beim neugegründeten Jazz Composer’s Orchestra. Mit Paul Bley, dessen Band Gary Peacock ab 1962 angehörte, begann sie eine Liebesbeziehung und folgte dessen Frau Carla Bley nach. Sie erwies sich als ebenso starke und eigenwillige Komponistin wie diese und komponierte auf Bitten Paul Bleys zahlreiche Stücke für ihn.
Als Robert Moog Annette Peacock Ende der Sechziger einen seiner Synthesizer für die Studioarbeit überließ, trat sie damit live auf. Mit ihrem Lebensgefährten formierte sie die Bley-Peacock Synthesizer Show, eine der ersten elektronischen Jazzbands, an der zeitweise Robert Wyatt bzw. Han Bennink beteiligt waren. Sie schickte ihre Stimme durch einen Ringmodulator, experimentierte mit Rockrhythmen und rezitierte bereits 1968 ihre Texte als Raps.
1971 trat Annette Peacock mit der Paul Bley Synthesizer Show auf dem Montreux Jazz Festival auf und faszinierte das Publikum mit ihrer experimentellen Art zu spielen.
1972 veröffentlichte sie mit I’m The One ihr Solo-Debüt. Al Kooper coverte daraus Been and Gone. 1998 wurde dieses Album von der Zeitschrift The Wire in die Liste „100 Records That Set the World on Fire (While No One Was Listening)“ aufgenommen. Ihre poetischen Texte beschäftigten sich damals wie später sarkastisch mit Ökologie, Politik, Sexualität und Feminismus. In dieser Zeit trat Peacock live mit Iggy Pop auf, wirkte in einem Film Salvador Dalís mit und studierte an der Juilliard School of Music.
Zwischen 1974 und 1978 lebte Annette Peacock zurückgezogen in England, um ihre Tochter aufzuziehen. 1977 gastierte sie auf Bill Brufords Solo-Debüt, dem Jazzrock-Klassiker Feels Good To Me (erschienen 1978). Anschließend gründete sie ihre eigene Plattenfirma ironic, auf der von 1981 bis 88 vier Alben erschienen. Nach der LP Abstract-Contact (1988) zog sich Annette Peacock weitgehend vom Musikgeschehen zurück, von vereinzelten Auftritten mit dem Schlagzeuger Roger Turner abgesehen. 1995 zog die Komponistin nach Woodstock; auf Konzertbühnen trat sie gemeinsam mit Evan Parker und Barre Phillips auf. Marilyn Crispell spielte 1996 mit Gary Peacock und Paul Motian eine Doppel-CD mit Annettes  Kompositionen ein (Nothing Ever Was, Anyway).
1997 gab ECM-Chef Manfred Eicher bei Annette Peacock eine Komposition für Streicher und Piano in Auftrag, die sie 2000 nach dreijähriger Arbeit und 12-jähriger Studioabstinenz im Osloer Rainbow Studio unter dem Titel An Acrobat’s Heart realisierte. Danach verstummte sie für weitere sechs Jahre bis zum 2006 erschienenen Album 31:31.

## Diskographie (Alben)
- Bley-Peacock Synthesizer Show: Revenge – The Bigger the Love the Greater the Hate (Polydor, 1968; Reissue auf ironic, 2014 unter ihrem Namen als I Belong to a World That’s Destroying Itself)
- Annette & Paul Bley: Dual Unity (Freedom, 1971)
- Annette & Paul Bley: Improvisie (America, 1972)
- I’m the One (1972, mit u. a. Paul Bley, Glen Moore, Barry Altschul, Airto Moreira, Dom Um Romão) (RCA, 1972; Reissue auf ironic, 2010)
- Bill Bruford: Feels Good to Me (EG, 1978)
- X-Dreams (1978, mit u. a. Ray Warleigh, George Khan, Chris Spedding, Brian Godding, Jeff Clyne, Bill Bruford) (Aura UK, 1978)
- The Perfect Release (Aura UK, 1979)
- Sky-skating (ironic, 1982)
- Been in the Streets Too Long (ironic, 1983)
- I Have No Feelings (mit Roger Turner) (ironic, 1985)
- Abstract Contact (ironic, 1988)
- An Acrobat’s Heart (ECM, 2000)
- 31:31 (ironic, 2006)
- My Mama Never Taught Me How to Cook – The Aura Years 1978-1982 (Castle, 2006; Kompilation)